# 옥곡초등학교 (경북)
옥곡초등학교는 대한민국 경상북도 경산시에 있는 공립 초등학교이다.

## 학교 연혁
- 2003. 07. 24 옥곡초등학교 설립 인가
- 2005. 03. 01 옥곡초등학교 개교 (11학급 221명)
- 2005. 03. 01 초대 민기식 교장 부임
- 2006. 02. 17 제1회 졸업(32명)
- 2006. 03. 01 옥곡초등학교 병설유치원 1학급 개원 (25명)
- 2007. 02. 14 병설유치원 제1회 졸업(24명)
- 2007. 03. 01 옥곡초등학교 병설유치원 1학급 증설
- 2007. 09. 01 제2대 김형홍 교장 부임
- 2011. 03. 01 제3대 진영호 교장 부임
- 2012. 03. 01 52학급 편성
- 2013. 09. 01 제4대 신동환 교장 부임
- 2014. 02. 17 제9회 졸업식(졸업생 총 1,602명)
- 2014. 09. 01 제5대 홍종문 교장 부임